# Vicent Llombart Rosa
Vicent Llombart Rosa (València, 1948-2017) fou un polític i economista valencià, primer conseller d'Obres Públiques, Transport i Urbanisme de la Generalitat Valenciana de l'etapa autonòmica (1983-1985).
Militant del PSPV abans de la seua fusió amb el PSOE, Llombart és considerat deixeble d'Ernest Lluch, el dirigent socialista que encapçalà la fusió en l'actual PSPV-PSOE. Llicenciat en Economia per la Universitat de València, Joan Lerma el requerí per tal de dirigir la Conselleria d'Obres Públiques, Urbanisme i Transport de la recentment creada Generalitat Valenciana el juliol de 1983. Abandonà la política el 1985 i se centrà en la seua tasca a la Universitat de València on ocupà la Càtedra d'Història del Pensament Econòmic i fou Degà de la Facultat d'Economia de la mateixa universitat.